# Województwo warszawskie (1975–1998)
Województwo warszawskie – jedno z 49 województw istniejących w latach 1975–1998. Jego stolicą była Warszawa. Województwo graniczyło z województwami: ciechanowskim, ostrołęckim, siedleckim, radomskim, skierniewickim i płockim.
Od 1 czerwca 1975 do 26 maja 1990 nosiło nazwę województwo stołeczne warszawskie, a w 1999 zostało włączone do województwa mazowieckiego.

## Wojewodowie
Do roku 1990 wojewodą warszawskim był prezydent Warszawy. Po utworzeniu samorządów terytorialnych funkcje te rozdzielono, a prezydent Warszawy stał się organem samorządowym.
- Jerzy Majewski 1975–1982 (PZPR)
- Mieczysław Dębicki 1982–1986 (PZPR)
- Jerzy Bolesławski 1986–1990 (PZPR)
- Stanisław Wyganowski 1990 (Bezpartyjny)
- Adam Langer 1990 (SD)
- Bohdan Jastrzębski 1990–1997 (Bezpartyjny)
- Maciej Gielecki 1997–1998 (ZChN)

## Urzędy Rejonowe
- Urząd Rejonowy w Legionowie dla gmin: Jabłonna, Nieporęt, Serock i Wieliszew oraz miasta Legionowo
- Urząd Rejonowy w Nowym Dworze Mazowieckim dla gmin: Czosnów, Leoncin, Pomiechówek, Tułowice i Zakroczym oraz miasta Nowy Dwór Mazowiecki
- Urząd Rejonowy w Otwocku dla gmin: Celestynów, Karczew i Wiązowna oraz miast Józefów i Otwock
- Urząd Rejonowy w Piasecznie dla gmin: Góra Kalwaria, Konstancin-Jeziorna, Lesznowola, Piaseczno, Prażmów i Tarczyn
- Urząd Rejonowy w Pruszkowie dla gmin: Błonie, Brwinów, Grodzisk Mazowiecki, Kampinos, Leszno, Michałowice, Nadarzyn i Ożarów Mazowiecki oraz miast: Milanówek, Piastów, Podkowa Leśna i Pruszków
- Urząd Rejonowy w Warszawie dla gmin warszawskich: Warszawa-Bemowo, Warszawa-Białołęka, Warszawa-Bielany, Warszawa-Centrum, Warszawa-Rembertów, Warszawa-Targówek, Warszawa-Ursus, Warszawa-Ursynów, Warszawa-Wawer, Warszawa-Wilanów, Warszawa-Włochy, gmin: Halinów, Izabelin, Łomianki, Radzymin, Raszyn i Stare Babice oraz miast: Marki, Sulejówek, Wesoła i Ząbki
- Urząd Rejonowy w Wołominie dla gminy Wołomin oraz miast Kobyłka i Zielonka

## Największe miasta
(ludność 31 grudnia 1998)
| - Warszawa – 1 618 468 - Pruszków – 50 336 - Legionowo – 47 992 - Otwock – 39 361 - Wołomin – 34 623 - Nowy Dwór Mazowiecki – 27 381 - Piaseczno – 26 399 - Grodzisk Mazowiecki – 25 412 - Piastów – 20 767 - Sulejówek – 17 597 - Ząbki – 16 876 | - Konstancin-Jeziorna – 16 841 - Marki – 16 798 - Kobyłka – 16 270 - Zielonka – 15 695 - Józefów – 14 765 - Milanówek – 14 730 - Łomianki – 13 633 - Błonie – 12 340 - Góra Kalwaria – 11 114 - Brwinów – 11 104 - Karczew – 10 404 |

## Ludność w latach
| Rok                    | Liczba mieszkańców |
| ---------------------- | ------------------ |
| 1975 (31 grudnia)      | 2154,7 tys.        |
| 1976 (31 grudnia)      | 2191,5 tys.        |
| 1977 (31 grudnia)      | 2225,9 tys.        |
| 1978 (spis powszechny) | 2 264 424          |
| 1978 (31 grudnia)      | 2259,5 tys.        |
| 1979 (31 grudnia)      | 2294,9 tys.        |
| 1980 (31 grudnia)      | 2319,1 tys.        |
| 1983 (31 grudnia)      | 2381,9 tys.        |
| 1985 (31 grudnia)      | 2412,2 tys.        |
| 1986                   | 2422 tys.          |
| 1987                   | 2431,8 tys.        |
| 1988                   | 2412,9 tys.        |
| 1989 (31 grudnia)      | 2419,1 tys.        |
| 1990 (30 czerwca)      | 2420,8 tys.        |
| 1990 (31 grudnia)      | 2421,6 tys.        |
| 1991 (31 grudnia)      | 2419,6 tys.        |
| 1992 (31 grudnia)      | 2409,1 tys.        |
| 1993 (30 czerwca)      | 2410,7 tys.        |
| 1994 (31 grudnia)      | 2416,5 tys.        |
| 1995 (30 czerwca)      | 2415,5 tys.        |
| 1995 (31 grudnia)      | 2416,6 tys.        |
| 1997 (31 grudnia)      | 2418,4 tys.        |